# Szilágyi Szabolcs
Szilágyi Szabolcs (Nagyvárad, 1942. június 13. –) magyar író és műfordító, Varsóban élő magyar és lengyel állampolgár, a Magyar Rádió, a Magyar Televízió és a BBC Magyar Szekciója egykori állandó varsói tudósítója, valamint volt diplomata és sajtóattasé a Magyar Köztársaság varsói nagykövetségén.

## Életút
Szülei Dr. Szilágyi Béla és Puska Piroska főiskolai irodalom és idegen nyelv szakos tanárok voltak. Nyíregyházán érettségizett. Felsőfokú tanulmányai során könyvtáros, népművelő és pszichológus diplomát szerzett 1966-ban Debrecenben, Budapesten pedig két és fél éves újságíró iskolát végzett.
Lengyelországba először 1957-ben utazott egy magyar ifjúsági csoporttal. Gimnáziumi éveiben minden nyári szünidejét lengyel cserkésztáborokban töltötte, később autóstoposként vándorolt a lengyel utakon. Megtanulta a lengyel nyelvet, s a katonai szolgálat után előbb könyvtárosként, majd újságíróként Magyarország egyik lengyel-szakértőjévé vált. A hatvanas években az újságok számára számos lengyel mesét, humoreszket és novellát fordított: ezek voltak első lépései az irodalom felé.
Lengyelországban véglegesen 1993-ban települt le. Lengyel feleségével együtt megalapította az egyik első lengyel magán hír- és fotóügynökséget. Alapító főszerkesztője volt a varsói Metropol napilapnak. Tanfolyamokon és menedzserképző iskolákban diplomáciai protokollt oktatott.
Mint amatőr szájharmonika-zenész, az Otwocki Blues és Ballada Társaság egyik alapítója és örökös tiszteletbeli tagja. Évekig konferansziéként működött közre az alsó-sziléziai Bécsi Zenei Fesztiválokon valamint a Szanatóriumi Zenei Fesztiválokon. A varsói székhelyű Mosoly Lovagrend Nemzetközi Kapitóliumában Magyarországot képviseli, korábban alkancellárja volt. Partnervárosi kapcsolatokat épített Rzeszów és Nyíregyháza, majd Rawa Mazowiecka és Nyírbátor között.
A Lengyel Írószövetség (ZLP) tagja.
A Lengyel Államiság Millenniumi Érme (1966) és a Nyírbátorért Elismerő Oklevél (2007) díjazottja, emellett különböző újságírói, rádiós és televíziós díjakban és elismerésekben részesült.

## Alkotó munkássága
Munkássága és művei leginkább a szatíra, groteszk, humoreszk, regény és műfordítások területét ölelik fel.

### Könyvei
- Varsói krónika 1979-1981 (Budapest, 1986)
- Walesa, a Nobel-díjas villanyszerelő (Budapest, 1989)
- Első magyar szívcsere (szatirikus kisregény, társszerzőként Csendes Csabával, Budapest, 1989)
- Pół żartem, pół serio o komputerze (Warszawa, 1992)
- Dla sekretarek, pół żartem, pół serio (Warszawa, 1992)
- Doskonała sekretarka (Warszawa, 2003)
- Visszapillantó tükör. A történelem, a politika és a hatalom félárnyékában (háromkötetes memoár az 1942-2009 közötti magyar és lengyel évekről, Budapest, 2010-2012)
- Fruzsina, hol vagy? (romantikus történelmi regény, Budapest, 2012)
- Hat kicsi hajótörött (szatirikus kisregény, Warszawa-Miskolc, 2014)
- Halálvölgy (történelmi regény, Warszawa-Pécs, 2015)
- A janicsár hazatér (történelmi regény, Warszawa-Miskolc, 2016)
- SVEJK – az örömkatona (magyar laktanyahumor, Warszawa, 2016)
- Az elhárított zenekar (szatirikus kisregény, Warszawa-Miskolc, 2016)
- A postaudvar titka (magyar-lengyel történelmi regény, Warszawa-Miskolc, 2018)
- A béke démonai (magyar-lengyel történelmi regény, Warszawa-Miskolc, 2018)
- Barlangrajzolatok- I. (abszurd és groteszk minitörténetek, Warszawa-Miskolc, 2019)
- Csipetnyi Lengyelország (mini kompendium, Warszawa-Budapest, 2019)
- Barlangrajzolatok – II. (abszurd és groteszk minitörténetek, Warszawa-Miskolc, 2019)

### Műfordítások lengyelről magyarra
- Tadeusz Kostecki: Egy varsói villa titka (Dziwna sprawa) (bűnügyi regény, 1965)
- Jerzy Edigey: Három lapos kulcs (Trzy płaskie klucze) (bűnügyi regény, 1967)
- Jerzy Urban: Válogatott pimaszságok (Wybrane bezczelności) (tárcák, 1988)
- Roman Warszewski: Mutassátok a terrorista lány hasát! (Pokażcie mi brzuch terrorystki) (riportregény, 1989)
- Andrzej Wajda: Visszaforgatás (Powtórka z całości) (filmes műhelytanulmány, 1990)
- Ewa Maria Zelenay: W połowie drogi do gwiazd (A csillagokhoz félúton) (kétnyelvű verseskötet, 2015)